# Alexej Iljitsch Baschlakow
Alexej Iljitsch Baschlakow (russisch Алексей Ильич Башлаков, deutsche Transkription Alexei Iljitsch Baschlakow; * 6. August 1936 in Slaboda/Orjol in der Sowjetunion; † 27. November 1980 in Hannover) war ein russischer Maler und Plastiker. Der vielfach ausgezeichnete Künstler malte vor allem Ölbilder in herben Formen und Farben, schuf künstlerisch gestaltete Glasfenster und in den letzten Jahren vor seinem frühen Tod auch plastische Arbeiten.

## Leben
Alexej Iljitsch Baschlakow wurde 1936 im russischen Strajizilskaja Slaboda geboren. Noch als Kind gelangte Baschlakow am Ende des Krieges nach Deutschland in den Ort Völksen bei Springe.
Nach seinem Realschulabschluss in Springe absolvierte Alexej Iljitsch Baschlakow ab 1954 in Hannover eine Malerlehre, während der er in Ahlem wohnte. Anschließend konnte er mit Hilfe eines „Henry-Ford-Stipendiums“ in den Jahren 1958 und 1959 ein Studium an der Werkkunstschule Hannover bei dem Kunstmaler Gerhard Wendland durchlaufen. Anschließend beteiligte sich Baschlakow an verschiedenen Kunstausstellungen, erstmals 1960 in München.
Nach einem zusätzlichen Lehrerstudium an der damaligen Pädagogischen Hochschule in Hannover, unterbrochen von einem mehrmonatigen Aufenthalt 1962 in Florenz, legte Baschlakow 1963 sein Lehrerexamen ab und arbeitete dann zunächst bis 1970, später auch wieder ab 1975 im Schuldienst.
Unterdessen war Baschlakow 1964 nach Paris gereist, wo er unter anderem den Künstler Serge Poliakoff besuchte. Schon im Folgejahr 1965 wurde Werke Baschlakows erstmals in einer Einzelausstellung durch die Galerie Brusberg in Hannover gezeigt. 1966 erhielt er den „Förderpreis des Niedersächsischen Kunstpreises“, konnte sich 1967 und 1968 durch den Villa-Massimo-Preis zu Studienzwecken in Rom aufhalten.
Alexej Iljitsch Baschlakow wurde Mitglied im Deutschen Künstlerbund; sein Name findet sich im DKB-Mitgliederverzeichnis von 1970. In diesem Jahr nahm er an der DKB-Jahresausstellung Prisma '70 im Rheinischen Landesmuseum Bonn mit zwei großformatigen Ölgemälden teil. 1971 reiste Baschlakow gemeinsam mit dem Galeristen Dieter Brusberg nach New York.
Ein erneuter Studienaufenthalt in Florenz im Jahr 1974 wurde Alexej Iljitsch Baschlakow durch ein Wormland-Stipendium ermöglicht. Im Folgejahr 1975 nahm der Künstler seine Tätigkeit als Lehrer wieder auf. Er starb im Lebensalter von nur 44 Jahren.

## Bekannte Werke (Auswahl)
- Das Wilhelm-Hack-Museum besitzt mindestens ein Werk Baschlakows.[5]